# Fenomen quàntic macroscòpic
Els fenòmens quàntics macroscòpics són processos que mostren un comportament quàntic a escala macroscòpica, més que a escala atòmica on predominen els efectes quàntics. Els exemples més coneguts de fenòmens quàntics macroscòpics són la superfluidesa i la superconductivitat; altres exemples inclouen l'efecte Hall quàntic, l'efecte Josephson i l'ordre topològic. Des de l'any 2000 hi ha hagut un extens treball experimental sobre gasos quàntics, especialment els condensats de Bose-Einstein.
Entre 1996 i 2016 es van lliurar sis premis Nobel per treballs relacionats amb fenòmens quàntics macroscòpics. Els fenòmens quàntics macroscòpics es poden observar en heli superfluid i en superconductors, però també en gasos quàntics diluïts, fotons vestits com els polaritons i en llum làser. Tot i que aquests mitjans són molt diferents, tots són similars perquè mostren un comportament quàntic macroscòpic i, en aquest sentit, tots es poden denominar fluids quàntics.
Els fenòmens quàntics es classifiquen generalment com a macroscòpics quan els estats quàntics estan ocupats per un gran nombre de partícules (de l'ordre del nombre d'Avogadro) o els estats quàntics implicats són de mida macroscòpica (fins a un quilòmetre en fils superconductors).

## Conseqüències de l'ocupació macroscòpica

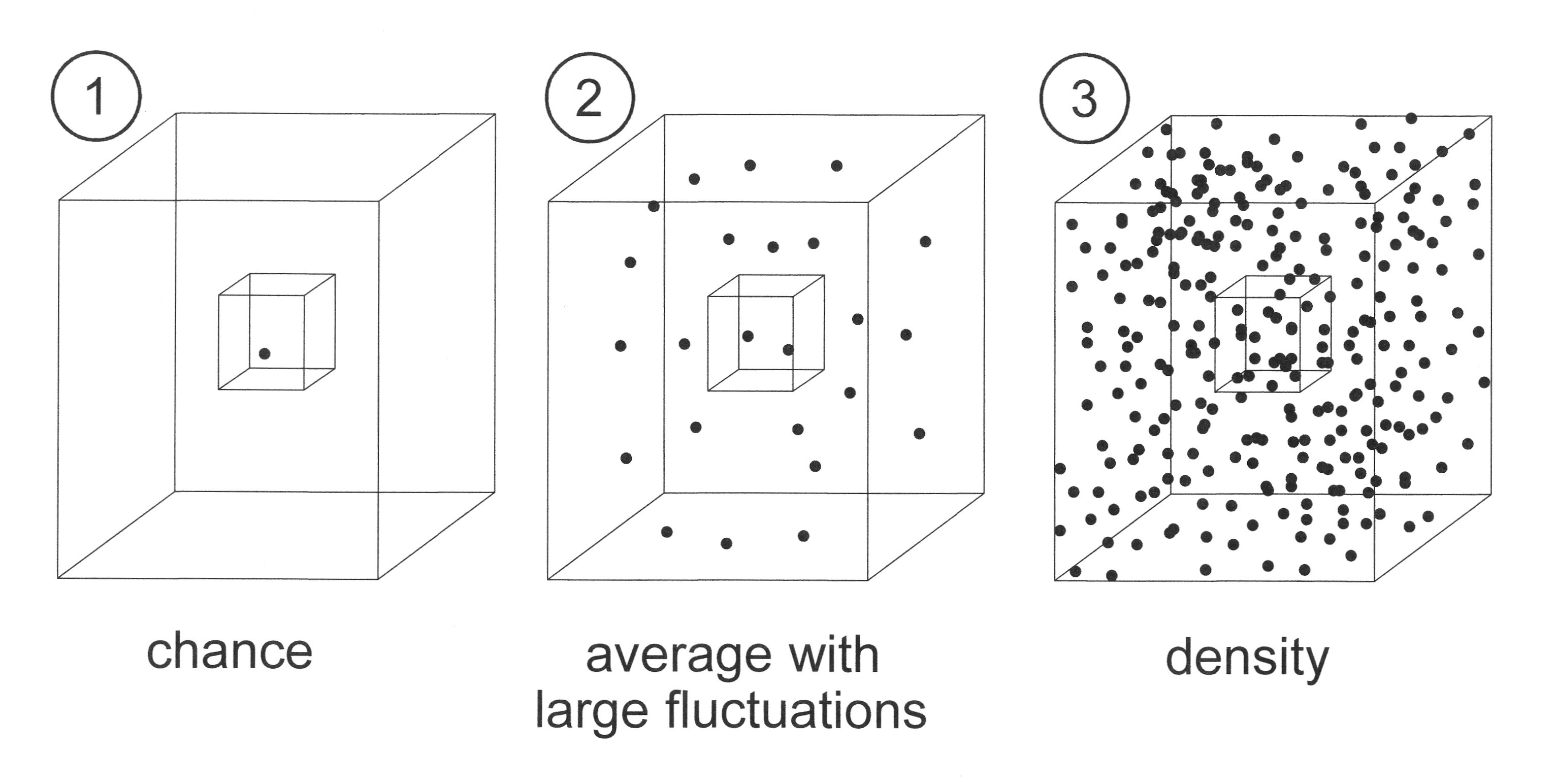
Fig. 1 Esquerra: només una partícula; normalment la caixa petita està buida. Tanmateix, hi ha una probabilitat diferent de zero que la partícula estigui a la caixa. Aquesta possibilitat ve donada per l'eq. ((3)). Mitjà: unes quantes partícules. Normalment hi ha algunes partícules a la caixa. Podem definir una mitjana, però el nombre real de partícules a la caixa té grans fluctuacions al voltant d'aquesta mitjana. Dreta: un nombre molt gran de partícules. En general, hi ha un gran nombre de partícules a la caixa. Les fluctuacions al voltant de la mitjana són petites en comparació amb el nombre del quadre.

El concepte d'estats quàntics ocupats macroscòpicament és introduït per Fritz London. En aquest apartat s'explicarà què significa si un sol estat està ocupat per un nombre molt gran de partícules. Comencem amb la funció d'ona de l'estat escrit com
| {\displaystyle \Psi =\Psi _{0}\exp(i\varphi )} | \| \| \| \| \| \| \| \| | (1) |
|                                                |                         |     |
|                                                |                         |     |

amb Ψ 0 l'amplitud i {\displaystyle \varphi } la fase. La funció d'ona es normalitza de manera que
| {\displaystyle \int \Psi \Psi ^{*}\mathrm {d} V=N_{s}.} | \| \| \| \| \| \| \| \| | (2) |
|                                                         |                         |     |
|                                                         |                         |     |

La interpretació física de la quantitat
| {\displaystyle \Psi \Psi ^{*}\Delta V} | \| \| \| \| \| \| \| \| | (3) |
|                                        |                         |     |
|                                        |                         |     |

depèn del nombre de partícules. Fig.1 representa un recipient amb un cert nombre de partícules amb un petit volum de control Δ V a l'interior. Comprovem de tant en tant quantes partícules hi ha a la caixa de control. Distingim tres casos:
1. Només hi ha una partícula. En aquest cas, el volum de control està buit la major part del temps. Tanmateix, hi ha una certa possibilitat de trobar-hi la partícula donada per l'eq.(3). La probabilitat és proporcional a ΔV. El factor ΨΨ ∗ s'anomena densitat d'atzar.
2. Si el nombre de partícules és una mica més gran, normalment hi ha algunes partícules dins de la caixa. Podem definir una mitjana, però el nombre real de partícules a la caixa té fluctuacions relativament grans al voltant d'aquesta mitjana.
3. En el cas d'un nombre molt gran de partícules sempre hi haurà moltes partícules a la caixa petita. El nombre fluctuarà, però les fluctuacions al voltant de la mitjana són relativament petites. El nombre mitjà és proporcional a Δ V i ara ΨΨ ∗ s'interpreta com la densitat de partícules.

En mecànica quàntica la densitat de flux de probabilitat de partícules Jp (unitat: partícules per segon per m2), també anomenada corrent de probabilitat, es pot derivar de l'equació de Schrödinger en
| {\displaystyle {\vec {J}}_{p}={\frac {1}{2m}}\left(\Psi \left(i{\frac {h}{2\pi }}{\vec {\nabla }}-q{\vec {A}}\right)\Psi ^{*}+\mathrm {cc} \right)} | \| \| \| \| \| \| \| \| | (4) |
| |                         |     |
| |                         |     |

amb q la càrrega de la partícula i {\displaystyle {\vec {A}}} el potencial vectorial; cc significa el conjugat complex de l'altre terme dins dels claudàtors. Per a les partícules neutres q = 0, per als superconductors q = −2e (amb e la càrrega elemental) la càrrega dels parells de Cooper. Amb l'eq.(1)
| {\displaystyle {\vec {J}}_{p}={\frac {\Psi _{0}^{2}}{m}}\left({\frac {h}{2\pi }}{\vec {\nabla }}\varphi -q{\vec {A}}\right).} | \| \| \| \| \| \| \| \| | (5) |
| |                         |     |
| |                         |     |

Si la funció d'ona està ocupada macroscòpicament, la densitat de flux de probabilitat de partícules es converteix en una densitat de flux de partícules. Introduïm la velocitat del fluid vs mitjançant la densitat de flux de massa
| {\displaystyle m{\vec {J}}_{p}=\rho _{s}{\vec {v}}_{s}.} | \| \| \| \| \| \| \| \| | (6) |
|                                                          |                         |     |
|                                                          |                         |     |

La densitat (massa per volum) és
| {\displaystyle m\Psi _{0}^{2}=\rho _{s}} | \| \| \| \| \| \| \| \| | (7) |
|                                          |                         |     |
|                                          |                         |     |

doncs l'eq.(5) resulta en
| {\displaystyle {\vec {v}}_{s}={\frac {1}{m}}\left({\frac {h}{2\pi }}{\vec {\nabla }}\varphi -q{\vec {A}}\right).} | \| \| \| \| \| \| \| \| | (8) |
| |                         |     |
| |                         |     |

Aquesta important relació connecta la velocitat, un concepte clàssic, del condensat amb la fase de la funció d'ona, un concepte de mecànica quàntica.

## Superfluidesa

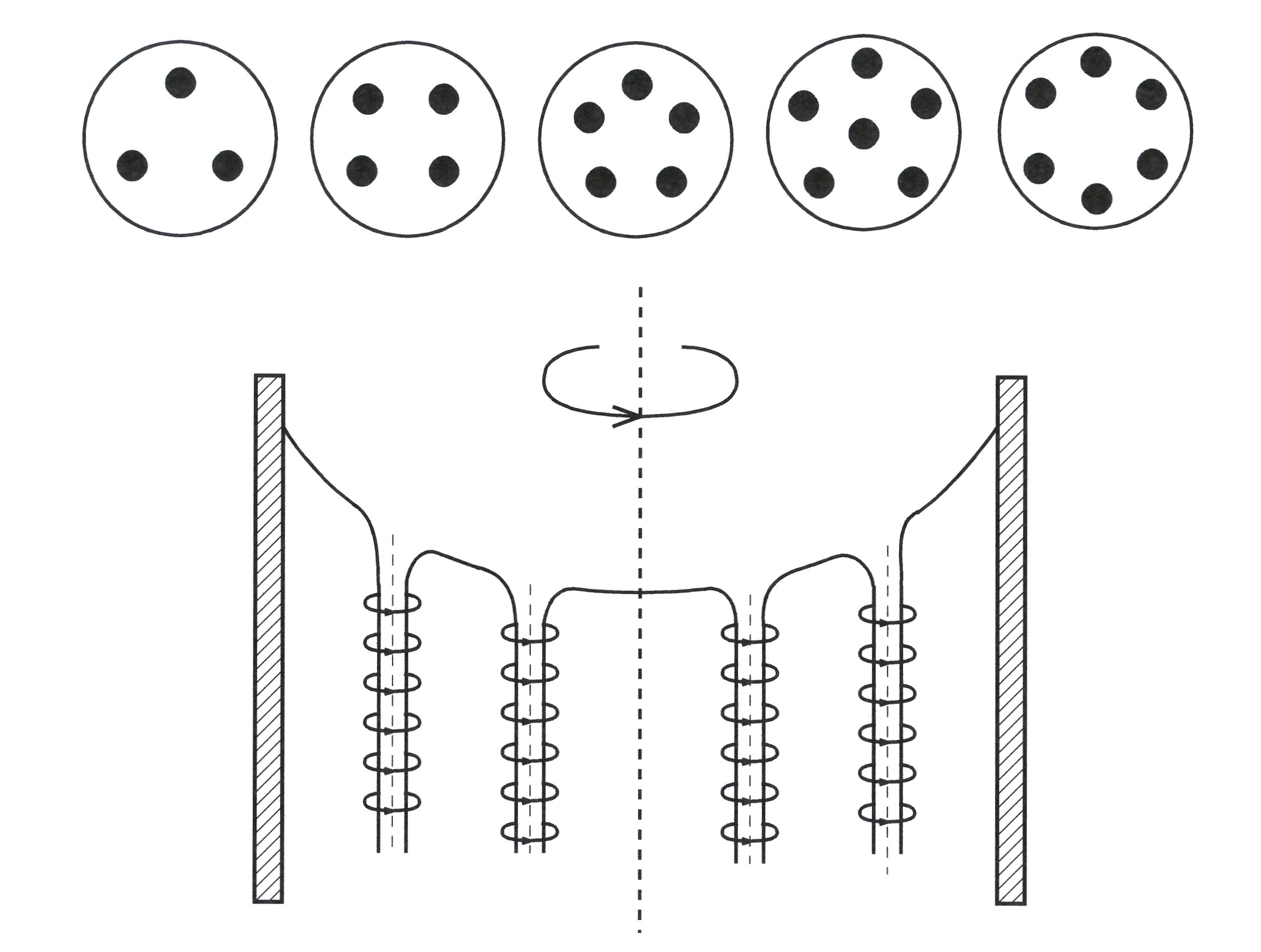
Fig. 2 Part inferior: secció transversal vertical d'una columna d'heli superfluid que gira al voltant d'un eix vertical. Part superior: Vista superior de la superfície que mostra el patró dels nuclis de vòrtex. D'esquerra a dreta s'incrementa la velocitat de rotació, donant lloc a una densitat de línia de vòrtex creixent.

A temperatures per sota del punt lambda, l'heli mostra la propietat única de la superfluidesa. La fracció del líquid que forma el component superfluid és un fluid quàntic macroscòpic. L' àtom d' heli és una partícula neutra, per tant q = 0. A més, quan es considera l'heli-4, la massa de partícules rellevant és m = m4, de manera que l'eq.(8) es redueix a
| {\displaystyle {\vec {v}}_{s}={\frac {1}{m_{4}}}{\frac {h}{2\pi }}{\vec {\nabla }}\varphi .} | \| \| \| \| \| \| \| \| | (9) |
|                                                                                              |                         |     |
|                                                                                              |                         |     |

Per a un bucle arbitrari al líquid, això dóna
| {\displaystyle \oint {\vec {v}}_{s}\cdot \mathrm {d} {\vec {s}}={\frac {h}{2\pi m_{4}}}\oint {\vec {\nabla }}\varphi \cdot \mathrm {d} {\vec {s}}.} | \| \| \| \| \| \| \| \| | (10) |
| |                         |      |
| |                         |      |

A causa de la naturalesa d'un sol valor de la funció d'ona
| {\displaystyle \oint {\vec {\nabla }}\varphi \cdot \mathrm {d} {\vec {s}}=2\pi n} | \| \| \| \| \| \| \| \| | (11a) |
|                                                                                   |                         |       |
|                                                                                   |                         |       |

amb n enter, tenim
| {\displaystyle \oint {\vec {v}}_{s}\cdot \mathrm {d} {\vec {s}}={\frac {h}{m_{4}}}n.} | \| \| \| \| \| \| \| \| | (11b) |
|                                                                                       |                         |       |
|                                                                                       |                         |       |

La quantitat
| {\displaystyle \kappa ={\frac {h}{m_{4}}}\approx 1.0\times 10^{-7}\,\mathrm {m^{2}/s} } | \| \| \| \| \| \| \| \| | (12) |
|                                                                                         |                         |      |
|                                                                                         |                         |      |

és el quàntic de circulació. Per a un moviment circular de radi r
| {\displaystyle \oint {\vec {v}}_{s}\cdot \mathrm {d} {\vec {s}}=2\pi v_{s}r.} | \| \| \| \| \| \| \| \| | (13) |
|                                                                               |                         |      |
|                                                                               |                         |      |

En el cas d'un únic quàntic ( n = 1 )
| {\displaystyle v_{s}={\frac {1}{2\pi r}}\kappa .} | \| \| \| \| \| \| \| \| | (14) |
|                                                   |                         |      |
|                                                   |                         |      |

Quan l'heli superfluid es posa en rotació, l'eq.(13) no es satisfarà per a tots els bucles dins del líquid tret que la rotació s'organitzi al voltant de línies de vòrtex (tal com es mostra a la Fig. 2). Aquestes línies tenen un nucli de buit amb un diàmetre d'aproximadament 1 Å (que és més petit que la distància mitjana de partícules). L'heli superfluid gira al voltant del nucli amb velocitats molt altes. Just fora del nucli ( r = 1 Å), la velocitat és tan gran com 160 m/s. Els nuclis de les línies de vòrtex i el contenidor giren com un cos sòlid al voltant dels eixos de rotació amb la mateixa velocitat angular. El nombre de línies de vòrtex augmenta amb la velocitat angular (com es mostra a la meitat superior de la figura). Tingueu en compte que les dues figures de la dreta contenen sis línies de vòrtex, però les línies estan organitzades en diferents patrons estables.

## Superconductivitat
En el document original Ginzburg i Landau van observar l'existència de dos tipus de superconductors en funció de l'energia de la interfície entre els estats normal i superconductor. L'estat de Meissner es trenca quan el camp magnètic aplicat és massa gran. Els superconductors es poden dividir en dues classes segons com es produeix aquesta ruptura. En els superconductors de tipus I, la superconductivitat es destrueix bruscament quan la força del camp aplicat augmenta per sobre d'un valor crític H c. Depenent de la geometria de la mostra, es pot obtenir un estat intermedi consistent en un patró barroc de regions de material normal que porten un camp magnètic barrejat amb regions de material superconductor que no contenen camp. En els superconductors de tipus II, augmentar el camp aplicat més enllà d'un valor crític H c 1 condueix a un estat mixt (també conegut com a estat de vòrtex) en el qual una quantitat creixent de flux magnètic penetra el material, però no hi ha resistència al flux de corrent elèctric sempre que el corrent no sigui massa gran. A una segona intensitat de camp crític H c 2, la superconductivitat es destrueix. L'estat mixt és en realitat causat per vòrtexs en el superfluid electrònic, de vegades anomenats fluxons perquè el flux transportat per aquests vòrtex està quantificat. La majoria dels superconductors elementals purs, excepte el niobi i els nanotubs de carboni, són tipus I, mentre que gairebé tots els superconductors impurs i compostos són de tipus II.